# 黎紀君
黎紀君（英語：Christy Lai Kei Kwan，1993年11月23日—）是香港女性模特兒、演員、節目主持、歌手，因在2014年10月拍九龍巴士T270、T277線的「夢寐旅程」廣告而有「睡美人」的稱號。

## 簡歷
黎紀君曾就讀聖保祿學校、香港理工大學工商管理學院管理系。後來，她在街上獲星探發現，被邀請做StarzPeople旗下的模特兒。與伍倩彤、林婷拍攝邦民日本財務的廣告，並稱第四代「邦民女」。
她與連詩雅、劉嘉琪志趣相投，都是美女夜跑隊「My Girls」的成員。
2018年11月，黎紀君在九龍觀塘開源道55號開聯工業中心A座5樓518室開設個人糕餅工作室「Sugar Please Bakery House（多一點甜烘培屋）」，2022年下半年把工作室搬到香港島柴灣豐業街12號啟力工業中心A座13樓1313室。

## 感情關係
黎紀君曾經和周秀娜前男友陳偉成十指緊扣現身於中環。
她亦曾經被報道與人稱「男神」的香港藝人王宗堯拍拖。

## 演出

### 電視節目（ViuTV）
- 2017年：《全職媽媽放大假》主持
- 2019年：《十五分鐘熱度 Plus》（「Interviu」環節）第135集嘉賓
- 2019年：《晚吹 — 女學生·吹水班》嘉賓
- 2020年：《Chill Club》（第三季）第5集嘉賓
- 2020年：《駕到西澳》主持
- 2021年：《晚吹 — 有酒今晚吹》嘉賓
- 2023年：《Dr.Any毛》第12集嘉賓

### 電視劇集（ViuTV）
- 2023年：《法與情》飾演 Coey

### 電視節目（無綫電視翡翠台）
- 2018年：《美女廚房》（美女廚房）美女廚師
- 2021年：《勁歌金曲（全新1小時）》第2集嘉賓
- 2021年：《周末集結》第5集嘉賓

### 電視節目（無綫電視J2）
- 2015年：《渣打香港馬拉松20週年呈獻: 跑出馬拉松人生》12月17日嘉賓
- 2021年：《真·女神轉身》第5集嘉賓
- 2024年：《網紅甜卡》主持

### 電視節目（無綫網絡電視娛樂新聞台）
- 2017年：《娛樂新聞報道》（「StarTalk」環節）嘉賓

### 電視節目（HOY TV，前稱「香港開電視」）
- 2020年：《30分鐘大放餸》嘉賓
- 2020年：《開間咖啡店》主持
- 2021年：《蓋世尋寶》嘉賓
- 2021年：《夠鐘食晏》主持
- 2021年：《開運秘笈》嘉賓
- 2022年：《開間咖啡店2》主持
- 2022年：《夠鐘食晏2》主持（與嚴崇天共同主持[6]）
- 2023年：《有種老闆娘2》第7集嘉賓
- 2024年：《老派小店之必要》主持

### 電台節目（香港電台第二台）
- 2017年：《我是你的後援會》嘉賓

### 電台節目（香港電台普通話台）
- 2020年9月5日：《孟想淇談》嘉賓

### 電視節目（香港電台電視部）
- 2017年：《反斗英語2017》（「Sunshine Flower Shop」單元）
- 2022年：《凝聚香港》第55集主持

### 電視劇集（香港電台電視部）
- 2017年：《申訴Ⅱ》「記失」 飾演 晞
- 2021年：《新導演放映室2021》「無名屍」 飾演 Josy（特別演出）

### 電視節目（中國大陸）
- 2023年：湖南卫视、芒果TV《青年π計劃》參賽者

### 網絡劇
- 2018年：《向西聞記》「因為寂寞所以健身」 飾演 陳嘉純
- 2022年：《逐流時代》 飾演 王敏媛（Ebony）

### 電影
- 2024年：《查無此人》 飾演 藍家恩（Amber Lam）

### 微電影
- 2022年：《還是你最好》 飾演 陳潔瑜

### 網上節目
- 2022年：《絲打圍爐》嘉賓

## 外部連結
- 黎紀君的Facebook專頁
- 黎紀君的Instagram帳戶